# Stefan Plater-Zyberk

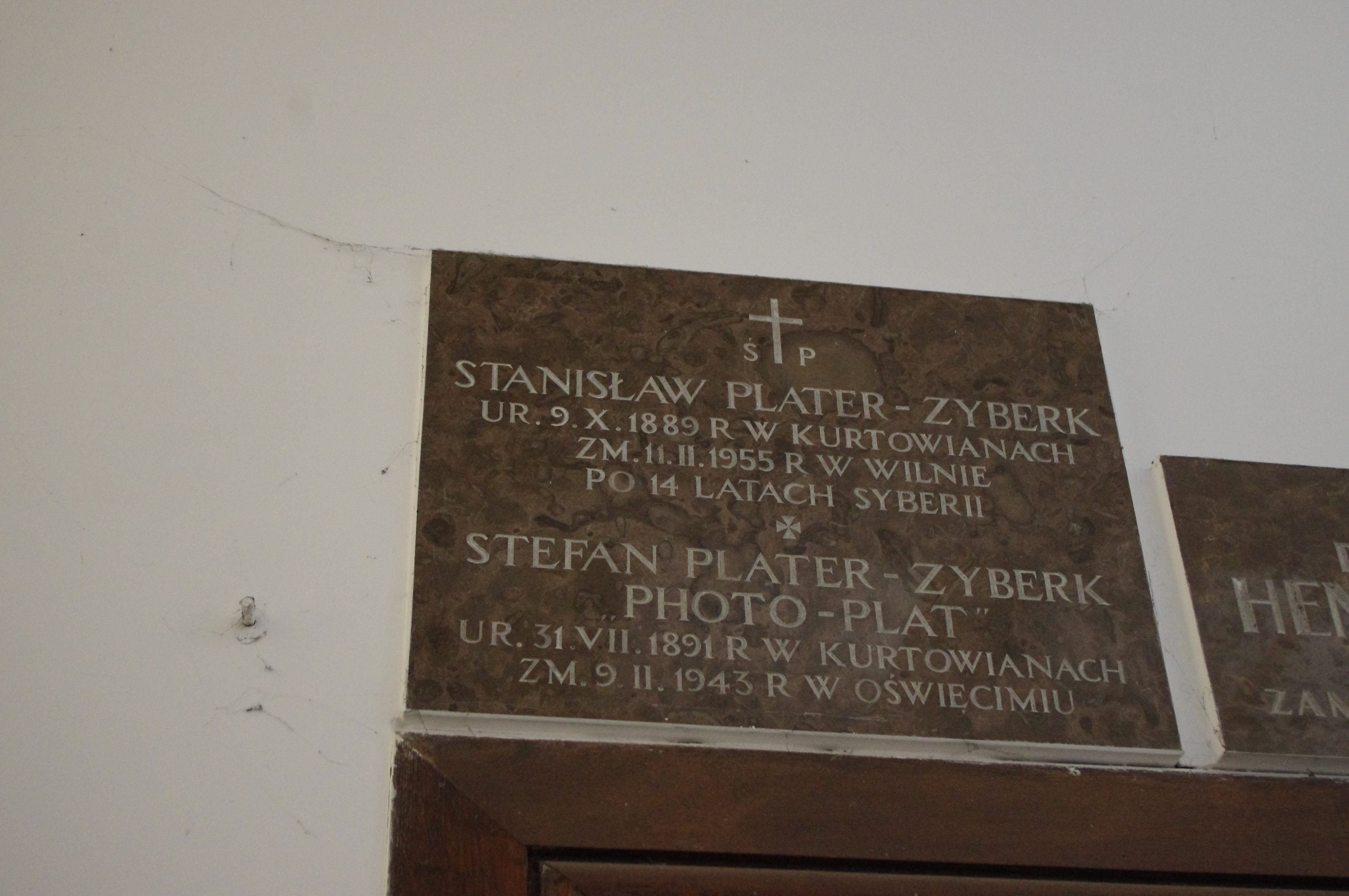
Tablica upamiętniająca Stefana Plater-Zyberka w Kościele św. Stanisława Kostki w Warszawie

Stefan Plater-Zyberk (ur. 31 lipca 1891 w Kurtowianach, zm. 9 lutego 1943 w KL Auschwitz) – hrabia, fotografik, artysta malarz. 

## Życiorys
Syn hrabiego Ludwika Wiktora i Teresy Marii z hr. Zamoyskich.
Ukończył gimnazjum w Wilnie. Podjął studia na Wydziale Architektury Politechniki Ryskiej (1912–1916), w trakcie których został przyjęty do korporacji akademickiej Arkonia. Dyplom uzyskał na Akademii Sztuk Pięknych w Warszawie.
W latach 1919–1920 był członkiem Polskiej Organizacji Wojskowej w Kownie, więzionym następnie przez władze litewskie. 22 czerwca 1934 roku poślubił Hannę Krystyna Gacką. 
Podczas II wojny światowej aresztowany przez Gestapo i przewieziony na Pawiak. Po śledztwie, 17 stycznia 1943 roku wywieziony do niemieckiego obozu koncentracyjnego Auschwitz-Birkenau. Rozstrzelany, zginął 9 lutego 1943 roku. 

## Działalność zawodowa
Fotografią zainteresował się około roku 1912, lecz dopiero w okresie międzywojennym zajął się jedynie fotografią, i to wyłącznie artystyczną, ilustracyjną. Początkowo fotografował nastrojowe pejzaże, następnie nowatorskie próby fotografowania współczesnej architektury, oraz eksperymenty w zakresie fotografii małoobrazkowej. Założył i prowadził firmę – pracownię Photo-Plat, która była równocześnie agencją i archiwum fotograficznym, dostarczającym wydawnictwom zdjęć na zamówione tematy. Plater brał udział w życiu warszawskiego środowiska fotograficznego, aktywnie uczestniczył w wystawach, regularnie eksponując swoje prace. Był członkiem Polskiego Towarzystwa Miłośników Fotografii. W 1931 roku, za swoje osiągnięcia w dziedzinie fotografii, zostaje przyjęty do Fotoklubu Polskiego. 

## Ordery i odznaczenia
- Krzyż Srebrny Orderu Virtuti Militari[1]
- Krzyż Niepodległości[1]